# Rokytka
De Rokytka is een 36,2 kilometer lange rivier in Tsjechië. 31,5 kilometer van de rivier stroomt binnen de gemeente Praag, waar ook de monding in de Moldau ligt.
- Nationale Bibliotheek van Tsjechië: ge439664
- Virtual International Authority File: 246322957